# آلبوم چندآهنگه دوم (آلبوم چندآهنگه پیکسیز)
آلبوم چندآهنگه دوم (به انگلیسی: EP2) دومین آلبوم چندآهنگه، از سری آلبوم‌های چندآهنگه‌ای بود که پس از تشکیل مجدد گروه آلترنیتیو راک آمریکایی، پیکسیز، توسط این گروه در تاریخ ۳ ژانویه ۲۰۱۴ منتشر شد. محتوای این آلبوم، بعدها با محتوای دو آلبوم چندآهنگه دیگر که قبل و بعد از این آلبوم منتشر شده بودند، مخلوط شد و به صورت یک آلبوم استودیویی به نام ایندی سیندی در سال ۲۰۱۴ منتشر شد که نخستین آلبوم استودیویی گروه پس از تشکیل مجدد از سال ۲۰۰۴ تا کنون محسوب می‌شود. این آلبوم نقدهای مختلفی از طرف منتقدان دریافت کرد و برخی حتی آن را نسبت به آثار نخستین گروه، نامساعد ارزیابی کردند. تهیه‌کنندگی این آلبوم بر عهده گیل نورتون بوده است.